# Vent du boulet
La notion de  vent de boulet peut désigner  plusieurs choses :
- les effets physiques, parfois mortels d'une explosion dont les éclats et projections n'ont pas touché la victime. Dans ce cas on parle d'effet de souffle[1] ;
- des troubles mentaux, dont on pensait qu'ils étaient provoqués par les explosions lors des guerres industrielles ;
- dans le jargon technique de l'artillerie, le vent du boulet constituait autrefois un sérieux problème. L'imprécision de la fabrication obligeait jusqu'à la fin du XVIIIe siècle à laisser entre le boulet et le tube de la pièce un jeu assez grand, appelé « vent du boulet », qui diminuait la précision du tir[1], et usait rapidement le canon[2]. Un vent excessif pouvait entraîner, après un arc-boutement du projectile, si celui-ci n'était pas parfaitement sphérique, l'éclatement du tube[réf. souhaitée]. Les canons construits en bronze par coulage sont plus fiables, car moins soumis à l'éclatement, mais deux à trois fois plus chers, difficulté qui disparait en 1772 avec la machine à aléser de John Wilkinson[réf. nécessaire]. La question disparaît avec la généralisation de l'usage de projectiles en ogive.

La langue française a également retenu la locution « sentir le vent du boulet » dans le sens de sentir la proximité immédiate d'un risque mortel.

## L'effet de souffle
Pour une personne (ou un animal) situé à une certaine distance d'une forte explosion, l'onde de l'explosion peut toucher (commotion) voire détruire les organes internes (poumon, plèvre en particulier) sans que la personne ait été extérieurement physiquement touchée par aucun éclat, ni a priori empoisonnée par les gaz issus de l'explosion. Dans une tranchée ou un lieu clos, cet effet de souffle peut être encore plus important.
Cet effet est décrit par un article de Solier et Charretier[à vérifier] résumé dans le Larousse médical illustré de guerre de 1917. Selon cet ouvrage, divers traumatismes physiques internes peuvent être induits par le vent du boulet :
- « hémorragies du canal rachidien, de l'oreille interne, de la rétine, sous la conjonctive, dans le poumon, dans le nez, la vessie, le cerveau »[3] ;
- éventuelle perte de connaissance ;
- phase plus ou moins longue d'« hébétude, d'hallucinations, d'amnésies, de confusion mentale et d'états psychasténiques divers, de crises d'épilepsie et d'hystérie »[3] ;
- éventuel « mutisme traumatique »  (par paralysie des muscles du larynx)[3] ;
- éventuelle « surdité traumatique » (effet provisoire ou définitif)[3] ;
- troubles moteurs (« paralysies flasques ou avec contractures atteignant les membres inférieurs ou une moitié du corps, contractures affectant tout l'organisme mais prédominant au cou et au tronc, le malade est comme soudé ; torticolis névropathique, dos courbé par contracture des muscles abdominaux et dorso-lombaires » ; 
« tremblements rythmés prédominant au cou ou aux membres supérieurs »[3] ;
- troubles sensitifs : l'« anesthésie, l'hyperesthésie ou un hyperalgésie plus ou moins étendue.
- troubles fonctionnels : ex : « rétention d'urine »[3].

Sollier et Chartier rapprochent ces troubles de ceux qui apparaissent en cas de décompression rapide (maladie des caissons).

## Trouble du comportement et, ou mental
Un choc émotionnel par explosion d'obus de gros calibre est décrit par le Larousse médical de guerre, avec les caractéristiques suivantes : 
« (…) se prolongeant 4 à 5 jours, mal de tête assez violent, puis, après quelques heures, attitude absorbée silencieuse, stupeur, fatigue profonde, impossibilité de l'attention et de la volonté, appétit très diminué avec dégoût même pour l'alimentation, insomnie complète la nuit, douleurs vagues dans diverses parties du corps. Cet état de stupeur et d'aboulie peut, suivant les cas se produire immédiatement après l'explosion ou plusieurs heures après. » Le traitement recommandé par le Larousse médical de guerre était le repos, l'occupation à de menus travaux manuels, la strychnine à dose de 2 milligrammes en injection.
Des psychoses commotionnelles ou d'autres troubles psychiques ont été constatés par les médecins militaires chez des soldats qui malgré leur réputation de robustesse, étaient fortement marqués par les scènes vécues dans les combats. 

Dans leurs premières interprétations scientifiques les médecins pensaient qu'une commotion cérébrale était causée lorsque des projectiles passaient très près de la tête.
Les premières descriptions médicales de traumatisme psychique des combattants remontent à la guerre russo-japonaise. 
Ensuite durant la Première Guerre mondiale, on a considéré comme des sous-hommes ceux qui avaient été traumatisés. Ce n’est qu’à partir de l’extermination des juifs en 1940-45 qu’on a développé une pensée autour du traumatisme psychique.   

## Devenir du concept
Le concept de vent du boulet semble aujourd'hui reformulé sous les noms de victimes primaires, secondaires et tertiaires qui précisent qu'outre les impliqués directs, des témoins ou des personnes qui ne sont pas sur la scène même où se sont produits les faits potentiellement traumatisants puissent être sujets d'un trouble. 